# 松平信忠
松平 信忠（まつだいら のぶただ）は、戦国時代の武将。徳川家康の曾祖父にあたり、安祥松平家2代当主。
家督継承後に松平党内をまとめることができず、早期に隠退させられて嫡男の清康に家督を譲ったが、その背景には諸説がある。

## 生涯
三河吉良氏の吉良義信の偏諱を受けて信忠と名乗る。
文亀3年（1503年）8月頃、父・長親の隠居により家督を継いだと推定されるが、実権は長親が握っていたという。家督継承から程無い永正3年（1506年）7月には今川氏親の三河侵攻が始まり、永正5年には西三河の松平領も攻撃を受けた。岩津松平家の岩津城が伊勢盛時の率いる今川の大軍に包囲されていたが、父道閲の主導の下に安祥松平軍は岩津近郊の井田野の戦い（現岡崎市井田町周辺）で決死の戦いを挑み、辛くも今川軍を撃退した（永正三河の乱）。
しかし、この今川軍との戦いにも信忠の確かな戦功や軍事的采配の記録は見えず、大久保忠教の『三河物語』では信忠を不器用者（統率者としての器量の無い者）としている。『三河物語』は宗家の「家憲」として当主の具備すべき「武勇・情愛・慈悲」のいずれも信忠には備わっていなかったと指摘し、暗愚・強情な人物とされた。このため、家中衆も民・百姓も怖れおののき、松平一門衆や小侍までもが信忠を慕わず、城に出仕しない者まで多く現れた。また謀反の動きも有ったとされ、これは信忠自身が事前に察知して首謀者を手討ちにしたが、この情況を挽回するには至らなかった。
結局、大永3年（1523年）には一門等が協議の上で信忠の隠居と嫡男清康への家督譲渡の方針が決まり、家老の酒井忠尚（将監）が代表して信忠にその意を伝えると、信忠はこれを受け容れ清康に家督を譲って、三河国幡豆郡大浜郷称名寺（愛知県碧南市大浜地区築山町）に34歳にして隠居・出家した。清康への家督継承の時期について、平野明夫は松平清康発給文書の初見とされる、「大永3年（1523年）8月12日付書下（稲河文書）」の存在によって証明されるとしている。その後は長命した父道閲とともに、まだ若い清康を弼けたとも言われている。
なお、信忠の代から、岩津、滝等の寺院にも寄進状等を出していることから、今川氏らの攻勢で岩津松平家が滅び、代わりに安祥松平家が惣領となったものと窺える。
享禄4年7月に隠居先の大浜郷で父に先立ち死去した。

## 信忠早期隠退の背景

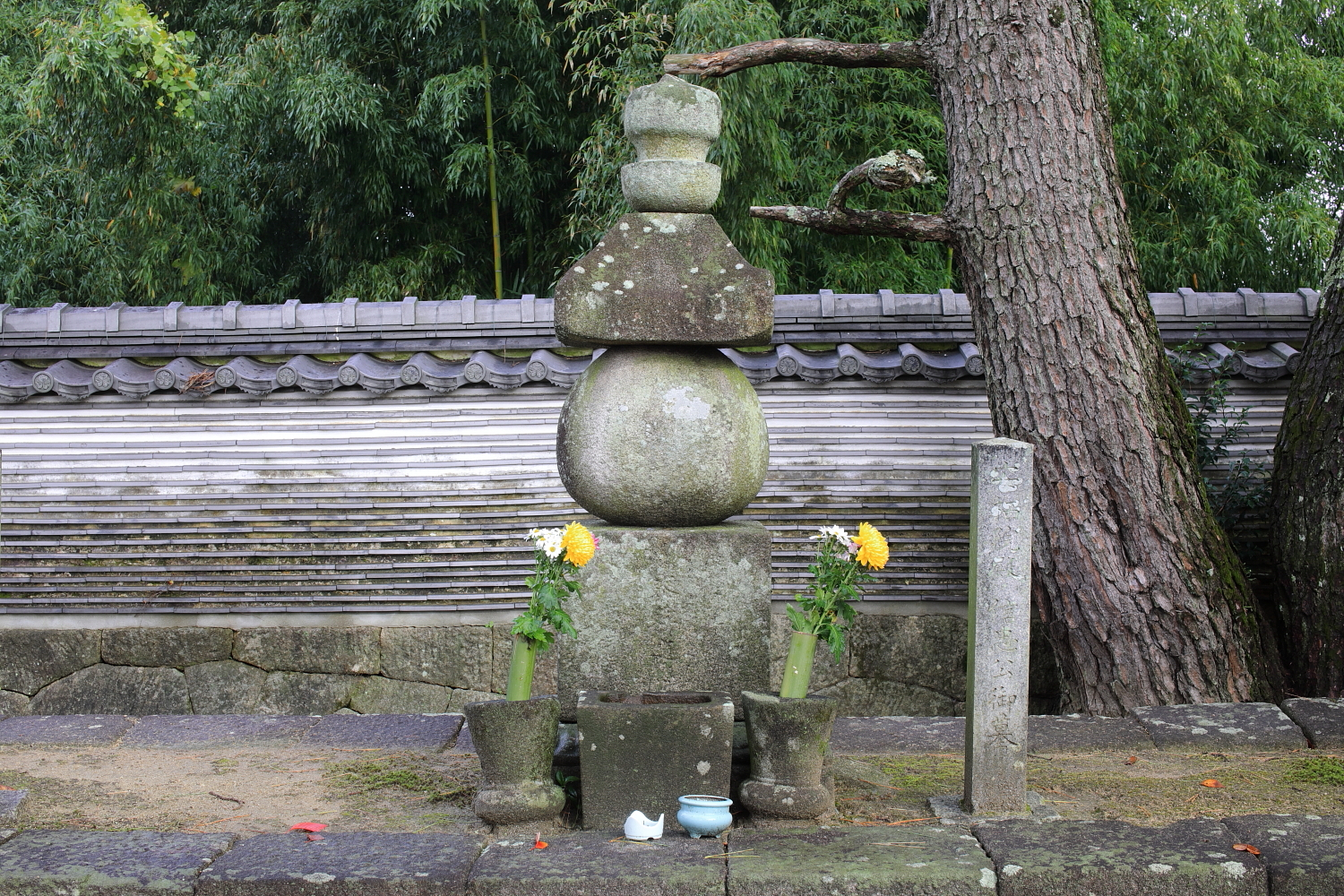
愛知県岡崎市鴨田町の大樹寺内にある松平八代墓の松平信忠の墓
（2019年（令和元年）11月）

信忠が早期に隠退させられた背景には、『三河物語』によれば、長男である信忠に家督を譲り、戦巧者の優れた家臣を付け、能力不足の主君を支えよとの道閲の意志を尊重すべきだという一門衆・家中衆の意見がある一方、一門衆・家中衆の中には不器量の信忠よりも、家憲の3条件を兼ね備えた次男の信定を跡継ぎにすべきという意見もあって、松平党が二派に分裂して紛糾していたとされ、今川氏再侵攻の脅威の中で一門・家中の決定的な衝突を回避する必要があったからだという。
またさらに、現代の研究者達の考察において、実は道閲は次男の信定を偏愛し、不器量の長男・信忠には父子間で対立があったのではという柴田顕正の見方があり、井田野合戦後に壊滅的打撃を蒙った岩津松平家領を安城松平家の直領にしたことが戦功への恩賞をめぐる不満につながったと推定する新行紀一の見解や、恩賞への不満よりもむしろ、井田野合戦後に岩津松平家に代わり安城松平家が惣領家の位置に台頭することで松平党内に軋轢が生じたからではないかという平野明夫の見解、仏教特に時宗への異常な傾倒（引退後に浄土宗である菩提寺の大樹寺ではなく、時宗の称名寺に入っている）が家中の反発を買った可能性を指摘する村岡幹生の見解もある。
ところが、村岡幹生はそもそも信忠が早期隠居したとする確証となる裏付けはなく、むしろ死去するまで出家のまま安祥松平家の当主であった可能性もあるとする見解に立っている。深溝松平家の末裔である旧島原藩主家に伝わってきた大永3年から同6年の間に作成されたと推測される奉加帳の写（肥前嶋原松平文書「松平一門・家臣奉加帳写」）は、道閲（松平長親）・松平蔵人佐信忠を筆頭に松平一門の名前が連記されているが、信忠の後継者である筈の次郎三郎清孝（清康の初名）が67人中の59番目に記されており、明らかに安祥家から自立した存在として扱われていることを指摘している。当時の清康は山中城（医王山城）にいたと推定されるが、『三河物語』で言われるような岡崎松平家を放逐した上での城乗っ取りは事実ではなく、実際は何らかの理由で安祥松平家（道閲・信忠）と対立した清康が岡崎松平家の婿養子になって山中城、次いで岡崎城に入り、後に実力をもって安祥松平家を相続したと推測している。村岡は信忠が道号である「泰孝」から「孝」の字を自分の3人の息子（清孝・信孝・康孝）に諱として与えたものの清孝が自立の過程で「清康」に改名した可能性が高いとしている。